# Helastia semisignata
Helastia semisignata är en fjärilsart som först beskrevs av Walker 1862a.  Helastia semisignata ingår i släktet Helastia och familjen mätare. Inga underarter finns listade i Catalogue of Life.